# Valentina Barzotti
Pour les articles homonymes, voir Barzotti.
Valentina Barzotti, née le 5 février 1986 à Milan (Italie), est une avocate et femme politique italienne.

## Biographie
Valentina Barzotti est diplômée en droit de l'université de Bologne et en ressources humaines de celle de Milan, elle est avocate spécialisée en droit du travail.
Candidate aux élections législatives du 4 mars 2018, elle devient députée le 11 septembre de la même année à la suite de la mort de Iolanda Nanni. Elle est élue pour un nouveau mandat le 25 septembre 2022.